# Закон Архімеда

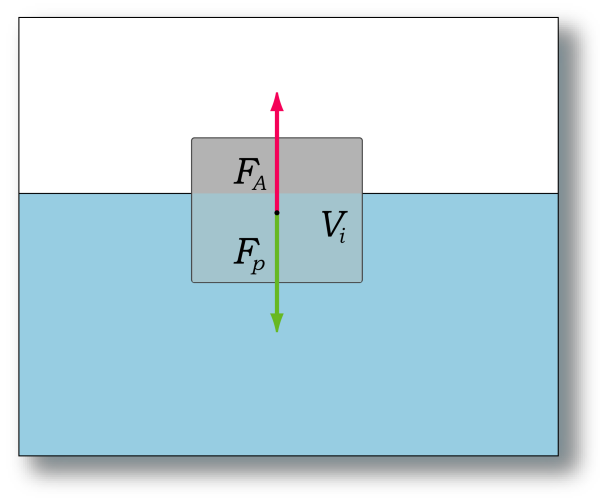
Рівновага тіла, що плаває на поверхні рідини

Поведінка тіла частково зануреного у рідину

Зако́н Архіме́да — основний закон гідростатики та аеростатики, згідно з яким на будь-яке тіло, занурене в рідину або газ, діє виштовхувальна сила, яка дорівнює вазі витисненої даним тілом рідини (газу) і за напрямом протилежна їй і прикладена у центрі мас витісненого об'єму рідини (газу).
Згідно із законом Архімеда вага всякого тіла в повітрі менша за вагу його в пустоті на величину, рівній вазі витісненого повітря.
Відкрив закон видатний давньогрецький математик і механік Архімед.
Якщо сила тяжіння тіла G більша виштовхувальної (Архімедової) сили Р, тобто G > P, то тіло тоне. Якщо G = P, то тіло знаходиться в спокої на тій глибині, на яку воно занурене (плаває). Якщо G< P, то тіло спливає, причому спливання припиниться тоді, коли виштовхувальна сила дорівнюватиме силі тяжіння тіла. Сила тяжіння рідини в об'ємі рівному об'єму зануреної в неї частини тіла називається водовантажністю, а центр ваги цього об'єму — центром водовантажності.
Формула ваги витісненої рідини
{\displaystyle P=\rho gV\,}
де g — прискорення вільного падіння, {\displaystyle \rho } — густина рідини (газу), V — витіснений об'єм.
Формула сили Архімеда
{\displaystyle F=\rho gV\,},
де g — прискорення вільного падіння, {\displaystyle \rho } — густина рідини (газу), V — витіснений об'єм.
Цей закон також допомагає пояснити поведінку тіла частково зануреного у рідину (плаваюче тіло). Тіло, частково занурене у рідину має центр ваги (SC) і центр плавучості (SW). При зміні кута нахилу центр плавучості переміщається і тіло може повернутися у вихідне положення (стабільний стан) або відхилятись повністю (нестійкий стан). Чи буде тіло стійким чи ні, визначає положення метацентру(MC) (див. рис.).
Метацентр  — точка перетину осі плавання і вертикальної лінії дії виштовхуючої сили. Вісь плавання  — вісь нормальна до площини плавання і проходить через центр тяжіння судна у вихідному його положенні. При невеликих відхиленнях кута положення тіла розміщення метацентру не залежить від кута. Якщо метацентр знаходиться вище від центру ваги тіла, то під впливом пари сил, що виникає, тіло повертається до вихідного стану. Якщо ж метацентр буде знаходитись нижче центру ваги тіла, тіло продовжить відхилятись від стану рівноваги, іншими словами, втратить стійкість. Відрізок від метацентру до центру ваги називається метацентричною висотою. Такі розрахунки проводяться, наприклад, при проектуванні суден. Судна повинні бути сконструйовані таким чином, щоб вони були якнайстійкішими.
Завдяки силі Архімеда виникає природна конвекція. При підвищенні температури рідина розширюється, через це її густина зменшується й архімедова сила, яка діє на виділений об'єм рідини, стає більшою, ніж сила тяжіння. Унаслідок цього нагріта рідина (яка має меншу густину) спливає, а холодна рідина (яка має більшу густину) опускається. Також дані міркування справджуються й для газів.

## Уточнення
Принцип Архімеда не враховує поверхневий натяг (капілярність), що діє на тіло. Крім того, принцип Архімеда виявився неефективним у складних рідинах.
Існує виняток із принципу Архімеда, відомий як нижній (або бічний) випадок. Це відбувається, коли сторона об'єкта торкається дна (або сторони) посудини, в якій він занурений, і рідина не просочується вздовж цієї сторони. У цьому випадку виявлено, що сила, яка діє, відрізняється від принципу Архімеда, оскільки рідина не просочується на цій стороні, симетрія тиску порушується.

## Принцип плавучості
Принцип Архімеда показує силу плавучості та витіснення рідини. Однак концепцію принципу Архімеда можна застосувати при розгляді того, чому об'єкти плавають. Положення 5 трактату Архімеда "Про плаваючі тіла" стверджує:
Інакше кажучи, для об'єкта, який плаває на поверхні рідини (як човен) або занурено плаває у рідині (як підводний човен у воді або дирижабль у повітрі), вага витісненої рідини дорівнює вазі об'єкта. Таким чином, тільки у спеціальному випадку плавання сила виштовхування, що діє на об'єкт, дорівнює його вазі. Розглянемо блок твердого заліза вагою 1 тонну. Оскільки залізо приблизно в 8 разів щільніше за воду, воно витісняє лише 1/8 тонни води при зануренні, що недостатньо для того, щоб залишитися на плаву. Припустимо, що той самий залізний блок перетворено на миску. Він все ще важить 1 тонну, але коли його поміщають у воду, він витісняє більший об'єм води, ніж коли був блоком. Чим глибше занурюється залізна миска, тим більше води вона витісняє, і тим більше сила виштовхування діє на неї. Коли сила виштовхування дорівнює 1 тонні, вона не занурюється далі.
Коли будь-який човен витісняє воду вагою, що дорівнює його власній вазі і він плаває. Це часто називають "принципом плавання":  об'єкт що плаває витісняє рідину вагою, що дорівнює його власній вазі. Кожен корабель, підводний човен і дирижабль повинні бути спроектовані так, щоб витісняти рідину вагою, принаймні рівною їх власній вазі. Корпус корабля вагою 10 000 тонн має бути достатньо широким, довгим і глибоким, щоб витісняти 10 000 тонн води і все ще мати частину корпуса над водою, щоб запобігти затопленню. Йому потрібен додатковий корпус для протистояння хвилям, які інакше б заповнили його, збільшивши масу, що призвело б до занурення. Те саме стосується суден у повітрі: дирижабль вагою 100 тонн повинен витісняти 100 тонн повітря. Якщо він витісняє більше, він піднімається; якщо менше, він опускається. Якщо дирижабль витісняє точно свою вагу, він зависає на постійній висоті.
Хоча принцип плавучості та концепція про те, що занурений об'єкт витісняє об'єм рідини, рівний своєму власному об'єму, пов'язані з ним, вони ''не є'' законом Архімеда. Закон Архімеда, як зазначено вище, прирівнює ''силу плавучості'' до ваги витісненої рідини.
Одна з поширених точок плутанини щодо принципу Архімеда стосується значення витісненого об'єму. Загальні демонстрації включають вимірювання підйому рівня води, коли об'єкт плаває на поверхні, для обчислення об'єму витісненої води. Такий підхід вимірювання не працює з плавучим зануреним об'єктом, оскільки підйом рівня води безпосередньо пов'язаний з об'ємом об'єкта, а не з його масою 
Одним із поширених моментів плутанини щодо закону Архімеда є значення витісненого об'єму. Поширені демонстрації включають вимірювання підвищення рівня води, коли об'єкт плаває на поверхні, щоб обчислити витіснену воду. Цей підхід до вимірювання не працює з плавучим зануреним об'єктом, оскільки підвищення рівня води безпосередньо пов'язане з об'ємом об'єкта, а не з масою (за винятком випадків, коли ефективна щільність об'єкта точно дорівнює щільності рідини).